# Alexander Willem Frederik Idenburg

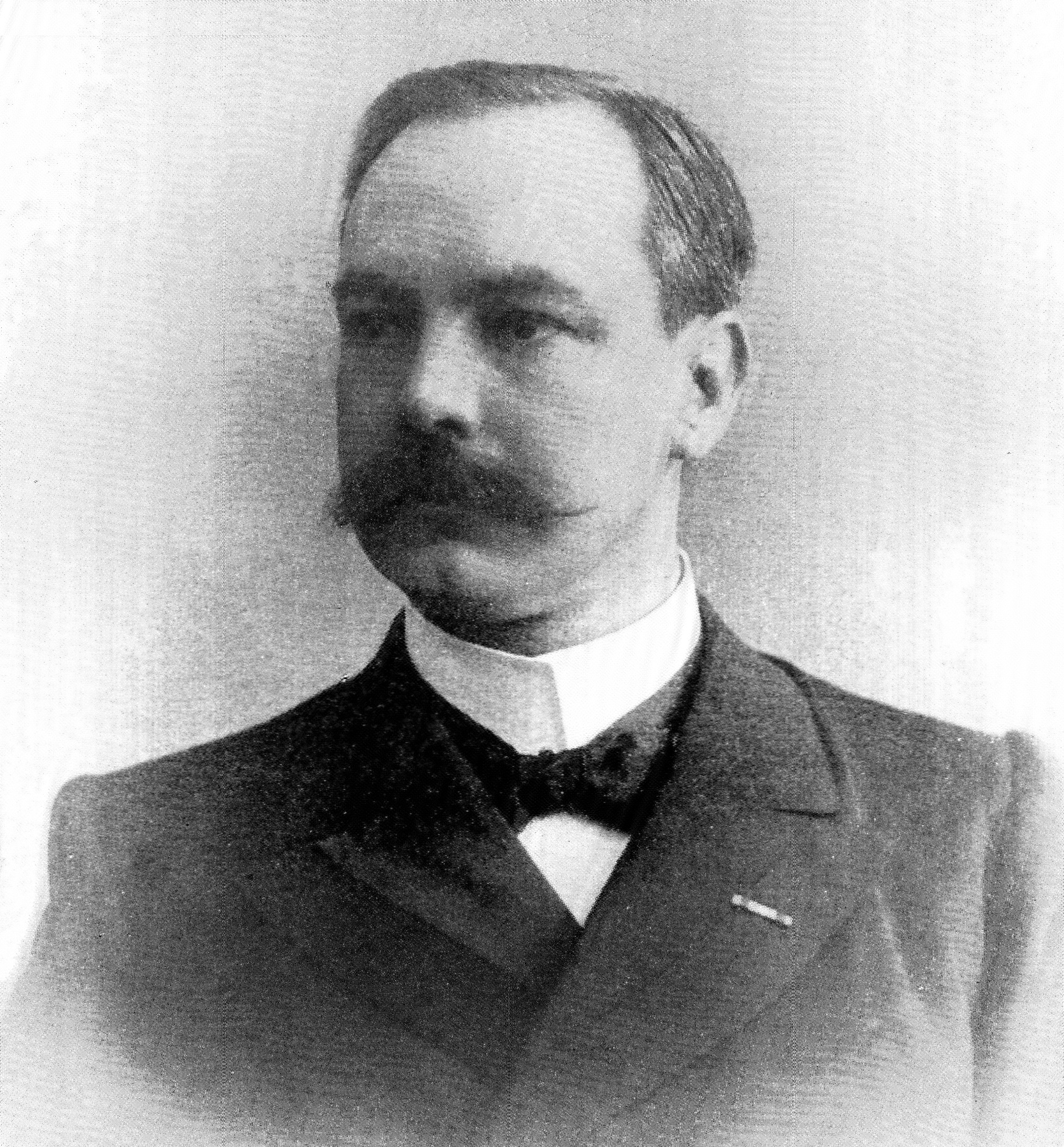
Alexander Willem Frederik Idenburg, 1903

Alexander Willem Frederik Idenburg (* 23. Juli 1861 in Rotterdam; † 28. Februar 1935 in Den Haag) war ein niederländischer Politiker der christlich-calvinistischen Anti-Revolutionären Partei (ARP) und Kolonialbeamter. Er war dreimal Kolonialminister der Niederlande (1902–1905, 1908–1909 und 1918–1919), Gouverneur von Suriname (1905–1908) und Generalgouverneur von Niederländisch-Indien (1909–1916). Idenburg war außerdem ein wichtiger Ideologe der sogenannten ethischen Politik in den niederländischen Kolonien.

## Leben und Karriere
Nach der Höheren Bürgerschule in Utrecht absolvierte der Sohn eines Schiffs- und Hausarztes die Militärakademie in Breda und wurde 1882 Leutnant der Genietruppe im Koninklijk Nederlandsch-Indisch Leger (KNIL), den Streitkräften der niederländischen Kolonien in Südostasien, dem heutigen Indonesien. Idenburg nahm an Feldzügen im Westteil Borneos (1884) und am Aceh-Krieg (1889–1890) teil, war aber nicht unmittelbar an Kampfhandlungen beteiligt. Nach seiner Beförderung zum Hauptmann (kapitein) wurde er 1896 Adjutant und Kabinettschef des Kommandeurs des KNIL (damals Generalleutnant J. A. Vetter), diese Position behielt er, bis er 1901 aus Krankheitsgründen ins niederländische Mutterland zurückkehrte. Während seiner Zeit in Niederländisch-Indien hatte er sich der streng-calvinistischen Gereformeerde Kerk angeschlossen, die sich 1886 unter dem Theologen und Politiker Abraham Kuyper von der staatsnahen und theologisch liberaleren Niederländisch-reformierten Kirche abgespaltet hatte. In der Kwitang-Kirche in Batavia (dem heutigen Jakarta) war er Gemeindeältester (Presbyter) und Prädikant (Laienprediger).
Idenburg beendete seine Militärkarriere und wurde 1901 als Abgeordneter des Wahlkreises Gouda in die Zweite Kammer des niederländischen Parlaments gewählt. Er gehörte der Anti-Revolutionaire Partij (ARP) an, die von Abraham Kuyper geführt wurde und dessen neocalvinistischer Kirche nahestand. Nach deutlichen Verlusten der bislang regierenden Liberalen und starken Zugewinnen der ARP und anderer christlicher Parteien wurde Kuyper 1901 Ministerpräsident der Niederlande. Infolge des Todes des bisherigen Kolonialministers Titus van Asch van Wijck ernannte er Idenburg im September 1902 zum Minister der Kolonien. Er vertrat das Konzept einer „ethischen Politik“, nach der die Niederlande „eine moralische Berufung“ zur „geistigen Hebung“ der „Eingeborenen“ zu erfüllen hätten. Damit verband er auch den Auftrag zur Verbreitung des Christentums in Niederländisch-Indien. Als 1905 wieder die Liberalen die Regierung übernahmen, schied er aus der Regierung aus, wurde aber im September desselben Jahres von Königin Wilhelmina zum Gouverneur der niederländischen Kolonie Suriname ernannt. In seiner Amtszeit bis Ende Februar 1908 förderte er die tropische Landwirtschaft, insbesondere den Kaffee- und Bananenanbau, bekämpfte Opiumkonsum und Alkoholmissbrauch und verordnete den Sonntag als Ruhetag. Als die christlichen Parteien wieder an die Regierung in Den Haag kamen, wurde Idenburg im Mai 1908 erneut Kolonialminister.
Er trat im August 1909 von diesem Amt zurück, um seiner Ernennung zum Generalgouverneur von Niederländisch-Indien, der bei weitem größten Kolonie der Niederlande, zu folgen. Dort trat er im Dezember 1909 die Nachfolge von J. B. van Heutsz an. Idenburg war als erster niederländischer Generalgouverneur mit der beginnenden indonesischen Nationalbewegung konfrontiert. 1912 wurde die Sarekat Islam (Islamische Vereinigung) gegründet, die zunächst vor allem die wirtschaftlichen Interessen islamisch-javanischer Kleinhändler gegenüber den zugewanderten chinesischen Kaufleuten vertrat, aber auch eine nationalistische Ausrichtung gegen die Kolonialherren annahm. Idenburg versagte dieser Bewegung zwar die rechtliche Anerkennung, tolerierte sie aber. Die nach Unabhängigkeit strebende Indische Partij verbot er hingegen 1913 und wies ihre Gründer, den euro-indonesischen Journalisten Ernest Douwes Dekker und die javanischen Ärzte Tjipto Mangunkusomo und Suwardi Surianingrat, aus der Kolonie aus. Aufgrund der Umstände des Ersten Weltkriegs regierte Idenburg in Batavia nicht nur die üblichen fünf, sondern über sechs Jahre. Im März 1916 wurde er von Johan Paul van Limburg Stirum abgelöst. Im von den christlichen Parteien gebildeten Kabinett Ruijs de Beerenbrouck I übernahm Idenburg im September 1918 zum dritten Mal das Amt des Kolonialministers, aus dem er aber aus Krankheitsgründen schon im November 1919 wieder ausschied.
Nach dem Tod des Parteigründers und langjährigen Anführers Abraham Kuyper wurde Idenburg 1920 die Position des Vorsitzenden des Zentralkomitees der ARP angeboten, die er aber ablehnte. Stattdessen übernahm sein enger Freund Hendrikus Colijn die Parteiführung, dem Idenburg als Stellvertreter mit großem Einfluss hinter den Kulissen zur Seite stand. Daneben war er von 1920 bis 1922 Mitglied der politischen Hauptredaktion der ARP-nahen Tageszeitung De Standaard. Von 1920 bis 1924 gehörte er außerdem der Ersten Kammer an, dem Oberhaus des niederländischen Parlamentes, wo er ab Anfang 1922 Vorsitzender der ARP-Fraktion war. Anlässlich des 25. Kronjubiläums von Königin Wilhelmina wurde ihm 1923 der Ehrentitel eines Staatsministers verliehen. Die Königin berief ihn zudem Ende 1924 in den Raad van State, ein Verfassungsorgan, das die niederländische Regierung berät und dem Idenburg bis zu seinem Tod angehörte.
Idenburg war ab 1882 mit Maria Elisabeth Duetz verheiratet. Das Paar bekam sieben Kinder, von denen vier schon früh verstarben. Sein Sohn, Petrus Johannes Abraham Idenburg (1896–1976), wurde ebenfalls Kolonialbeamter und war nach der Unabhängigkeit Indonesiens von 1950 bis 1956 Generalsekretär der Niederländisch-Indonesischen Union.